# Ocean (album)
Ocean – szósty album studyjny niemieckiej grupy rockowej Eloy, wydany w 1977 roku nakładem Harvest Records.
Okładkę płyty, która jest albumem koncepcyjnym, w swej treści nawiązującym do mitologii greckiej, zdobi obraz autorstwa Wojciecha Siudmaka.
W samych Niemczech longplay sprzedał się w ciągu 25 lat od wydania w nakładzie 250 tysięcy egzemplarzy, stając się najchętniej kupowanym albumem zespołu.

## Lista utworów
Opracowano na podstawie materiału źródłowego.
Wydanie LP:
Strona A
| Nr | Tytuł utworu           | Muzyka | Długość |
| -- | ---------------------- | ------ | ------- |
| 1. | „Poseidon's Creation”  | Eloy   | 11:41   |
| 2. | „Incarnation of Logos” | Eloy   | 8:25    |
|    |                        |        | 20:06   |

Strona B
| Nr | Tytuł utworu                                                    | Muzyka | Długość |
| -- | --------------------------------------------------------------- | ------ | ------- |
| 1. | „Decay of Logos”                                                | Eloy   | 8:17    |
| 2. | „Atlantis' Agony at June 5th 8498, 13 p.m. Gregorian Earthtime” | Eloy   | 15:37   |
|    |                                                                 |        | 23:54   |

- słowa napisał Jürgen Rosenthal

## Twórcy
Opracowano na podstawie materiału źródłowego.
Muzycy:
- Frank Bornemann – gitara elektryczna, gitara akustyczna, śpiew
- Klaus-Peter Matziol – gitara basowa, śpiew
- Jürgen Rosenthal – perkusja, instrumenty perkusyjne, śpiew
- Detlev Schmidtchen – instrumenty klawiszowe, ksylofon, śpiew

Produkcja:
- Frank Bornemann, Eloy – produkcja muzyczna
- Georgi Nedeltschev - inżynieria dźwięku
- Wojciech Siudmak – obraz na okładce